# Vysoké školy v Bosně a Hercegovině
V Bosně a Hercegovině v roce 2016 působilo 10 veřejných a 24 soukromých vysokých škol. Vysoké školy se dělí na univerzity s více fakultami a vyšší školy. Nejstarším vysokoškolským zařízením je Univerzita v Sarajevu, založená roku 1949. Další vlna zakládání veřejných univerzit přišla v 70. letech 20. století, kdy byla otevřena škola v Banja Luce (1975), Tuzle (1976) a Mostaru (1977). Poslední vlna zřizování univerzit proběhla po válce v 90. letech, kdy vnikly školy v Bihaći (1998) a Zenici (2000). Srbská Univerzita ve Východním Sarajevu a chorvatská Univerzita v Mostaru vznikly oddělením od stávajících zařízení na začátku války roku 1992.

## Základní statistika škol a studentů

### Veřejné univerzity a vysoké školy
| Název univerzity/vysoké školy         | Entita           | Sídlo            | Rok založení | Počet studentů | Internetová adresa         |
| ------------------------------------- | ---------------- | ---------------- | ------------ | -------------- | -------------------------- |
| Univerzita v Banja Luce               | Republika srbská | Banja Luka       | 1975         | 11 186 (2018)  | www.unibl.org              |
| Univerzita v Bihaći                   | Federace BaH     | Bihać            | 1997         | 2 161 (2018)   | www.unbi.ba                |
| Univerzita Džemala Bijediće v Mostaru | Federace BaH     | Mostar           | 1977         | 3 030 (2018)   | www.unmo.ba                |
| Univerzita ve Východním Sarajevu      | Republika srbská | Istočno Sarajevo | 1992         | 8 049 (2018)   | www.unssa.rs.ba            |
| Univerzita v Mostaru                  | Federace BaH     | Mostar           | 1977         | 9 418 (2018)   | www.sum.ba                 |
| Univerzita v Sarajevu                 | Federace BaH     | Sarajevo         | 1949         | 26 233 (2018)  | www.unsa.ba                |
| Univerzita v Tuzle                    | Federace BaH     | Tuzla            | 1976         | 8 318 (2018)   | www.untz.ba                |
| Univerzita v Zenici                   | Federace BaH     | Zenica           | 2000         | 3 173 (2018)   | www.unze.ba                |
| Vysoká škola zdravotnická             | Republika srbská | Prijedor         | 1997         | 3 415 (2018)   | www.vmspd.com              |
| Vysoká škola hotelnictví a turismu    | Republika srbská | Trebinje         | 2007         | 3 415 (2018)   | www.thtrebinje.com         |
| Vysoká škola ministerstva vnitra      | Republika srbská | Banja Luka       | 2012         | 3 415 (2018)   | http://education.muprs.org |

### Počty studentů v akademickém roce 2018/2019
|                  | Veřejné univerzity/vysoké školy | Soukromé univerzity/vysoké školy | Celkem         |
| ---------------- | ------------------------------- | -------------------------------- | -------------- |
| Federace BaH     | 52 333 (70 % / 84 %)            | 9 952 (56 % / 16 %)              | 62 285 (100 %) |
| Republika srbská | 22 650 (30 % / 77 %)            | 6 595 (37 % / 23 %)              | 29 245 (100 %) |
| Brčko distrikt   | 0 (0 % / 0 %)                   | 1 117 (6 % / 100 %)              | 1 117 (100 %)  |
| Celkem           | 74 983 (100 % / 81 %)           | 17 664 (100 % / 19 %)            | 89 232 (100 %) |

## Soupis univerzit a vysokých škol

### Federace Bosny a Hercegoviny
- veřejné
  - Univerzita Džemala Bijediće v Mostaru (bosensky Univerzitet "Džemal Bijedić" u Mostaru), v letech 1993–1997 přerušila činnost
  - Univerzita v Bihaći (bosensky Univerzitet u Bihaću)
  - Univerzita v Sarajevu (bosensky Univerzitet u Sarajevu)
  - Univerzita v Tuzle (bosensky Univerzitet u Tuzli)
  - Univerzita v Zenici (bosensky Univerzitet u Zenici)
  - Univerzita v Mostaru (chorvatsky Sveučilište u Mostaru)

- soukromé
  - Američki univerzitet u Bosni i Hercegovini
  - Fakultet za javnu upravu u Sarajevu
  - Higher School, College for Industrial and Business Management
  - Međunarodni univerzitet Burch
  - Međunarodni univerzitet u Sarajevu
  - Međunarodni univerzitet u Travniku
  - Sarajevo Graduate School of Business
  - Sarajevo School of Science and Technology
  - Univerzitet "Interlogos" u Kiseljaku
  - Univerzitet "Vitez" u Travniku
  - Univerzitet u Hercegovini
  - Univerzitet u Travniku
  - Viša škola "Center for Business Studies"
  - Viša škola "Logos centar" Mostar
  - Viša škola međunarodnog bankarstva i finansija u Sarajevu
  - Viša škola za turizam i menadžment Konjic

### Republika srbská
- veřejné
  - Univerzita v Banja Luce (srbsky Univerzitet u Banjoj Luci)
  - Univerzita ve Východním Sarajevu (srbsky Univerzitet u Istočnom Sarajevu)
  - Vysoká škola zdravotnická v Prijedoru (srbsky Visoka medicinska škola Prijedor)
  - Vysoká škola hotelnictví a turismu v Trebinje (srbsky Visoka škola za turizam i hotelijerstvo Trebinje)
  - Vysoká škola ministerstva vnitra v Banja Luce (srbsky Visoka škola unutrašnjih poslova Banja Luka)

- soukromé
  - Nezavisni univerzitet Banja Luka
  - Panevropski univerzitet Apeiron
  - Slobomir P univerzitet
  - Univerzitet Sinergija
  - Univerzitet u Bijeljini
  - Univerzitet za poslovne studije
  - Univerzitet za poslovni inženjering i menadžment

### Distrikt Brčko
- soukromé
  - European University of the Brčko District of Bosnia and Herzegovina
  - Higher School of Computer Science and Business Communications eMPIRICA
  - International University of Brčko District of Bosnia and Herzegovina